# Melk
Spodnjeavstrijska občina Melk leži na desnem bregu Donave in se gledano v smeri toka na vzhod imenuje "vrata v Wachau". Deli mesta, kot je samostan Melk, so del Unescove svetovne dediščine Wachau.  Melk je glavno mesto okrožja z istim imenom.

## Geografija
Mesto Melk je stisnjeno med reko Donavo in pritokoma Melk in Pielach na Donaualtarm. Samostan je na hribu, ki se na strmo dviga nad Donavo na severu. Središče mesta se razteza navzdol po razmeroma položnem zahodnem pobočju.
Okrožje Melk je sestavljen iz desetih naselij in katastrskih občin (v oklepaju prebivalstvo, stanje 31. oktober 2011 ):
| - Großpriel (64) - Kollapriel (29) | - Melk (3665) - Pielach (358) | - Pielachberg (414) - Pöverding (102) | - Rosenfeld (37) - Schrattenbruck (90) | - Spielberg (387) - Winden (108) |

### Podnebje
V Melku je prehodno podnebje s celinskim vplivom z vzhoda in oceanskim vplivom z zahoda. Povprečna letna temperatura je bila v 30-letnem obdobju 1971-2000 9 °C, skupna letna količina padavin pa 594,4 mm. Melk leži v eni izmed najbolj sušnih regij v Avstriji. Zime so meglene, veliko sončnih ur je v poletnih mesecih. S 53 cm snega na leto je Melk daleč pod avstrijskim poprečjem. Približno 83 dni je letno s temperaturami pod lediščem.

## Zgodovina
Leta 831 je Melk prvič omenjen kot Medilica. V Nibelungenlied (Pesem o Nibelungih) je kraj omenjen s srednjevisokonemškim imenom Medelike.
Leopold I. je leta 976 zasedel površino, ki je zdaj jugozahodni del  Spodnje Avstrije, kot mejni grof ter zgradil grad v Melku kot njegovo stalno prebivališče ter njegove naslednike obdaril z dragocenimi zakladi in relikvijami.
V babenberžanskem Melku  je prebival tudi Adalbert der Siegreiche, avstrijski mejni grof, kjer je umrl 26. maja 1055. Leta 1089 je mejni grof Leopold II. grad izročil benediktincem iz Lambacha. Od tedaj menihi živijo in delajo v Melku do danes neprekinjeno po pravilih sv. Benedikta. Že od 12. stoletja je s samostanom povezana šola, v knjižnici so zbrali in pripravili dragocene rokopise. 
Melk je prejel trške pravice leta 1227. V 15. stoletju so v samostanu sprejeli ene izmed najpomembnejših srednjeveških samostanskih reform  der Melker Reform, kar je imelo tesne vezi s humanisti na dunajski univerzi.
4. decembra 1805 je v samostanu Melk izbruhnil požar. Umrlo je okoli dvesto ali tristo ruskih vojnih ujetnikov. Spomenik na B1 med Melkom in Windenom še vedno spominja na ta dogodek.
Leta 1898 je Melk postal mesto.
Od 21. aprila 1944 do evakuacije 15. aprila 1945 je bilo v Freiherr von Birago Kaserne koncentracijsko taborišče Melk, izpostava koncentracijskega taborišča Mauthausen, kjer je Steyr Daimler Puch AG izdeloval kroglične ležaje. Ob prvi obletnici koncentracijskega taborišča, katerega krematorij je danes spominski kraj, je prišlo približno 500 ljudi.
Narodni muzej Melk je v poznih 1980-ih na Wachbergu izkopal del kmetije s kupolo in statve na uteži. Wachberg je z okoli 40 popolnimi lončenimi posodami in mnogimi statvami na uteži najpomembnejše najdišče Avstrije v skupini Mödling-Zöbing/Jevišovice (kultura Jevišovice iz bakrene dobe)..

## Prebivalstvo
Melk ima 5296 prebivalcev (1. januar 2015) oz. 5630 (2020)
V Melku so poleg samostanske cerkve še rimskokatoliška in protestantska župnija.

## Gospodarstvo
V Melku so trije vrtci, osnovna šola, politehnična šola, srednja šola in samostanska gimnazija Melk, poleg tega še specialni izobraževalni center, glasbena šola, izobraževalni center za odrasle in knjižnica. Velik pomen ima tudi samostanska knjižnica Melk.
Hidroelektrarna Verbund AG upravlja elektrarno Donau-Melk.

## Znamenitosti
Forsthaus z mestnim arhivom in Turistično informativno pisarno je izhodiščna točka za ogled mest. Poleg Forsthaus se Zaglauergasse sreča z Wiener Straße. Zaglauergasse je omejena na eni strani z ostanki antičnega mestnega obzidja. Na tem križišču bi do 1874 lahko našli Wiener Tor (Dunajska vrata). Skupaj z Linzer Tor (Linška vrata) na drugi strani mesta so bila stoletja eden od dveh vhodov v Melk. Vrat ni več, vendar mestni arhiv hrani zgodovinske slike o njihovem videzu.
Po nekaj metrih po Wiener Straße se odpre pogled na obnovljeni Rathausplatz, ki je dobil ime po Rathaus (mestna hiša), zgrajenem leta 1575. Pročelje mestne hiše je bilo prenovljeno pred 150 leti, ima kakovostno izdelana lesena in bakrena vhodna vrata in so najbolj izstopajoča značilnost mestne hiše.
Na levi je nekdanji Lebzelterhaus, ki sega v leto 1657 in je danes lekarna. Na desni strani je posvetna stavba iz srednjega veka. Trg Kolomanbrunnen z vodnjakom, ki je darilo samostana, je v središču Rathausplatza. Na vrhu vodnjaka je kip sv. Kolomana.
Stara trgovina s kruhom je s svojimi drobnimi stolpi stara okoli 400 let in je še vedno prekrita z izvirnimi skodlami. Za staro trgovino kruha se razteza najstarejša steza v Melku, Sterngasse, ki je bila nekoč glavna ulica mesta. Zanimive stenske poslikave na hišah kažejo, kaj je bilo včasih v njih. Nekatere druge hiše imajo zanimiva dvorišča.
Skrita Haus am Stein (hiša na skali) je najstarejša stavba v Melku, zgrajena v 15. stoletju. Njena fasada je zajeta z zaščiteno starodavno vinsko trto. Na kraku reke Donave so deli nekdanjega mestnega obzidja in okrogel stolp. Po Nibelungenlände in mimo Salzhof obiskovalec doseže Schiffsmeisterhaus z oznakami nivojev visokih vod na fasadi. Donava je dosegla 15,8 metrov nad običajno ravnjo leta 1501.
Haus auf dem Stein je bila zgrajena manj kot 50 let po tej visoki vodni katastrofi. Uporabljali so jo kot atelje avstrijskega slikarja Walterja Prinzla. Na vogalu Stadtgraben je obrambni stolp, kjer so njegovi deli še vedno v prvotnem stanju.
Na koncu jarka je Stara pošta, ki je bila zgrajena leta 1792. Njena fasada je okrašena s čudovitim reliefom iz konca baročnega obdobja. Stara pošta se sedaj uporablja kot kongresni center. Na cerkvenem dvorišču prevladuje gotska Pfarrkirche (župnijska cerkev). Oblikovana v poznem gotskem obdobju ima v severni fasadi vgrajen velik kip Kalvarienberggruppe. Preden se glavna cesta poveže z Rathausplatz, je tabla v spomin na velikega avstrijskega skladatelja Antona Brucknerja.
Približno 5 km južno od mesta je znan renesančni grad Schallaburg.
Med drugo svetovno vojno je bila v Melku  podružnica koncentracijskega taborišča Mauthausen.  Danes je vse, kar je ostalo od taborišča, nekdanji krematorij.
Leta 1950 je bilo v Melku avstrijsko prvenstvo v šahu, prvo uradno žensko prvenstvo, zmagovalka je bila Salome Reischer.